# Piliscsaba
Piliscsaba é uma cidade da Hungria, situada no condado de Peste. Tem 25,57 km² de área e sua população em 2019 foi estimada em 8.391 habitantes.